# Maria Dańkowska
Maria Dańkowska (ur. 13 sierpnia 1933, zm. 8 czerwca 1991) – polska pisarka, dziennikarka, autorka powieści dla młodzieży, harcerka. Zajmowała się także publicystyką.

## Życiorys

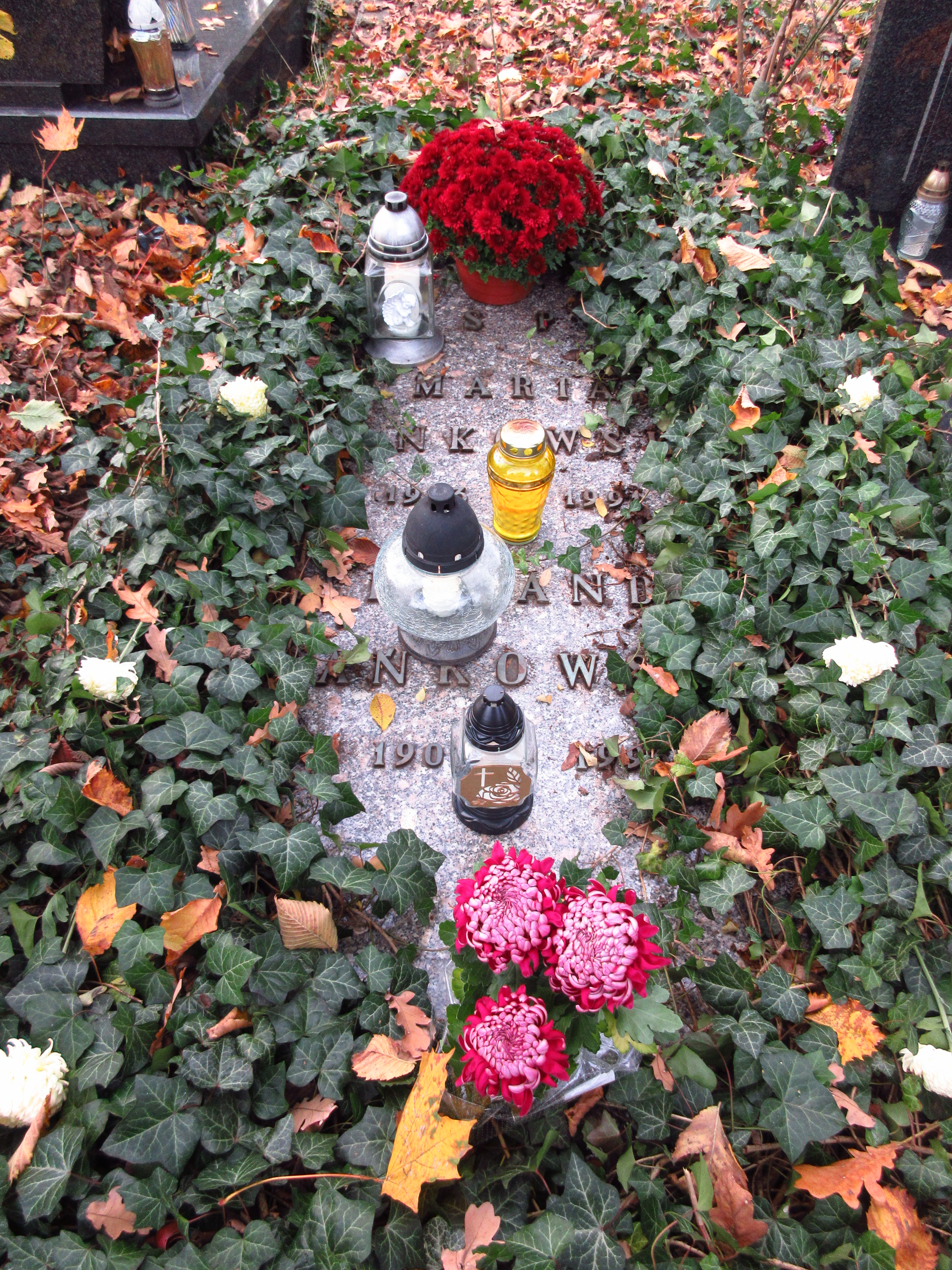
Grób Marii Dańkowskiej na Cmentarzu Bródnowskim.

Młodość spędziła w Krakowie. Była z wykształcenia socjologiem. Pracę rozpoczęła mając lat 20 w prasie harcerskiej. Była kierownikiem działu czasopisma "Na Przełaj". W latach 1974–1983 pełniła funkcję zastępcy redaktora naczelnego „Filipinki". Następnie w latach 1983-1986 była kierownikiem działu społecznego w "Kobiecie i Życiu". Odsunięto ją od pracy w tym czasopiśmie i przeniesiono do „Magazynu Polskiego". Pochowana na cmentarzu Bródnowskim w Warszawie (kwatera 17G-3-10). 

## Książki
- Błękitny krzyż, Warszawa: Wydawnictwo Harcerskie, 1961.
- Cała wiosna na nic, Warszawa : Młodzieżowa Agencja Wydawnicza, 1980.
- Co robić w drużynie starszoharcerskiej "Znak Wiedzy"?, Warszawa: Wydawnictwo Harcerskie, 1963.
- Jeszcze o mnie usłyszysz, Warszawa: Młodzieżowa Agencja Wydawnicza, 1978.
- Kiedy to się zaczyna? Wybór opowiadań, Warszawa: "Horyzonty", 1974.
- Malinowa góra, Warszawa: "Horyzonty", 1971.
- Miłość: lekcja pierwsza, Warszawa: "Nasza Księgarnia", 1993.
- Mysz, Warszawa: "Horyzonty", 1972.
- Nastolatki i bon ton, Warszawa: Państwowe Wydawnictwo Ekonomiczne, 1990, 1991, 1993.
- Odkrywcy, Warszawa: Wydawnictwo Harcerskie, 1964, 1965, 1967.
- Piegi w świetle księżyca czyli Nastolatki są na świecie, Warszawa: "Horyzonty", 1968, 1969, 1973, 1975.
- Romans naszej mamy, Warszawa: Młodzieżowa Agencja Wydawnicza, 1973, 1974, 1978.
- Ślub zaraz po maturze, Warszawa 1976, 1977.
- Tylko o miłości, Warszawa: Młodzieżowa Agencja Wydawnicza, 1981.
- W cztery oczy. Tylko dla dziewcząt!, Warszawa 1970, 1972, 1973, 1975, 1981, 1988.